# Nicsara affinis
Nicsara affinis är en insektsart som beskrevs av Willemse, C. 1966. Nicsara affinis ingår i släktet Nicsara och familjen vårtbitare. Inga underarter finns listade i Catalogue of Life.